# Einrichtungspartnerring VME

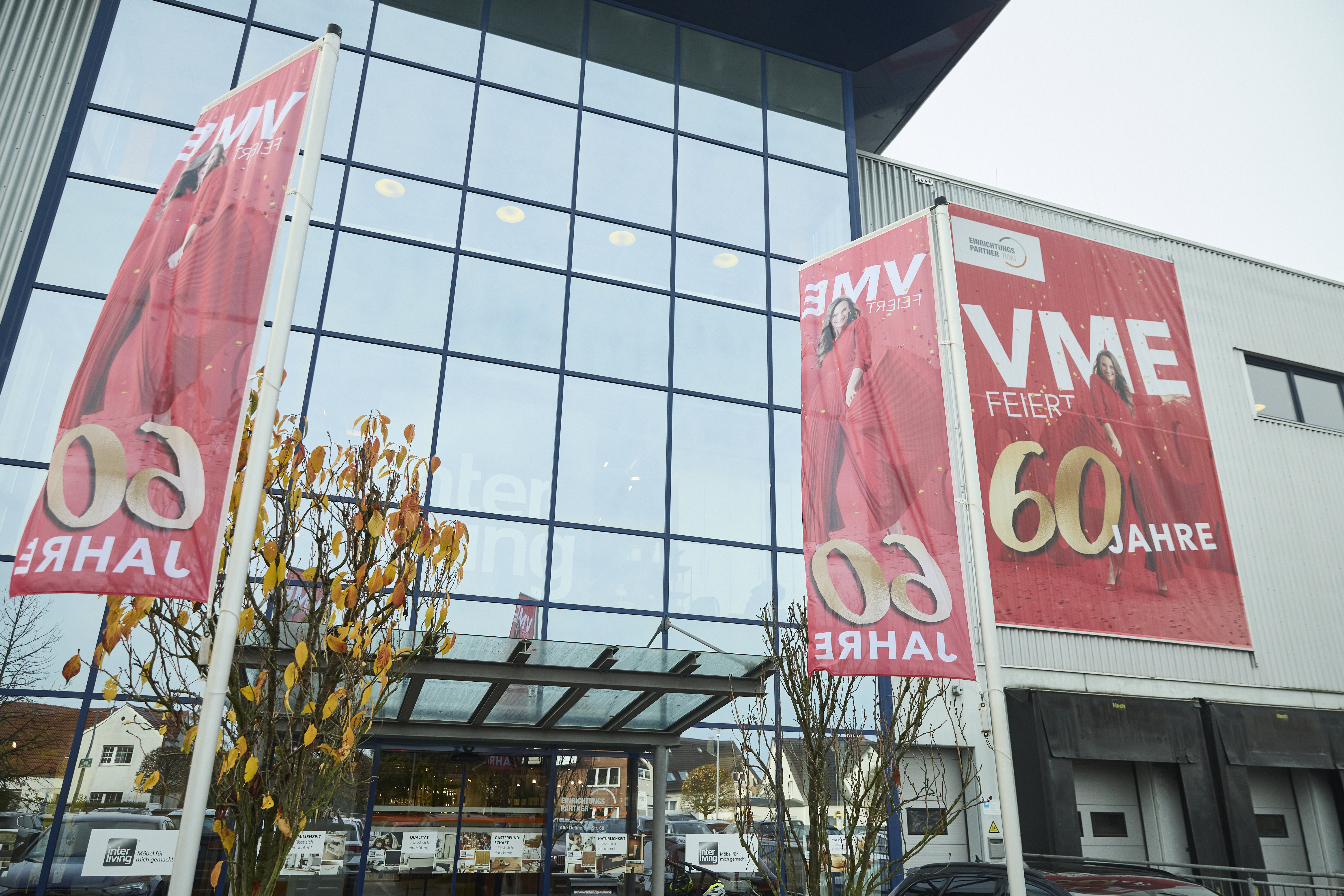
Messehalle des Einrichtungspartnerring VME in Bielefeld

Die Einrichtungspartnerring VME GmbH & Co. KG ist ein Möbelverband aus Bielefeld in Ostwestfalen. Das Unternehmen ist im mittelständischen Möbeleinzelhandel in Deutschland und Europa tätig.
Die im Jahr 1964 gegründete Verbundgruppe zählt rund 200 Mitgliedsunternehmen mit zusammen rund 400 Einrichtungshäusern.
Der Außenumsatz der Einkaufsgemeinschaft beträgt ca. 3,5 Mrd. Euro, in Deutschland erreicht die Verbundgruppe einen Marktanteil von ca. 10 % mit Möbeln. Der Einrichtungspartnerring VME ist Mitglied im Mittelstandsverbund – ZGV e. V.

## Entwicklung des zentralregulierten Umsatzes
Der zentralregulierte Umsatz betrug, laut eigener Aussage, im Jahr 2024 1,35 Mrd. Euro (inkl. MwSt.).

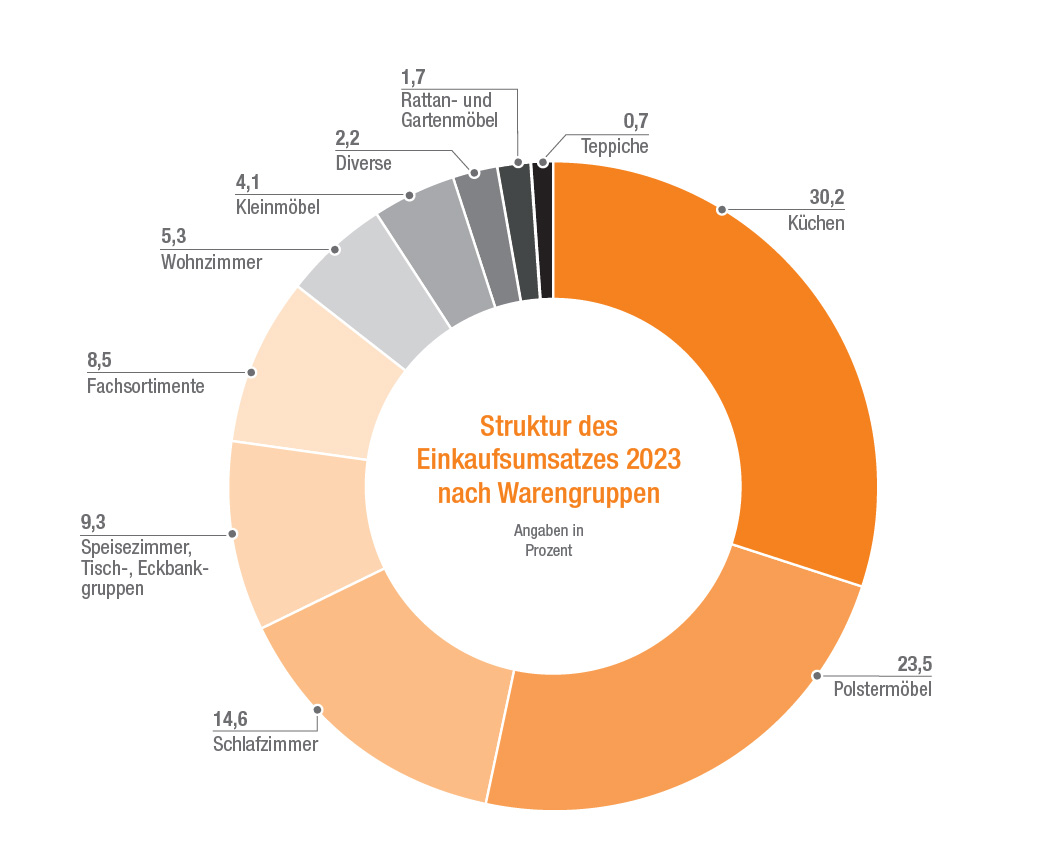
Einkaufsumsatz nach Warengruppen (2023) Angaben in Prozent

Zu den Hauptwarengruppen zählen Polstermöbel und Küchen. Der Küchenanteil beträgt 29,5 %, gefolgt von Polstermöbeln mit 24,4 %, Schlafzimmern (15,3 %), Speisezimmern (9,9 %) sowie Wohnzimmermöbeln mit 4,2 %. Der Anteil der Fachsortimente haben einen Umsatzanteil von 11,1 %.

## Fachmessen
Im eigenen 12.000 Quadratmeter großen Ausstellungszentrum in Bielefeld finden jährlich bis zu vier Messen für die Gesellschafter des Einrichtungspartnerrings VME statt. Möbel, Küchen, Fachsortimente etc. – die gesamte Bandbreite des Sortiments, das der Einrichtungspartnerring für seine Gesellschafter verhandelt, wird dort präsentiert.

## Netzwerkmarkenkonzept
Die Gesellschafter des Einrichtungspartnerring VME sind Partner eines Netzwerks, das seit 1964 erfolgreich am Markt agiert. Auf Beschluss der Gesellschafterversammlung im April 2008 wurde innerhalb der Verbundgruppe eine eigene Markenkampagne ins Leben gerufen. Die Netzwerkmarke „Einrichtungspartnerring“ wurde entwickelt, um die Händlermarken vor Ort zu unterstützen.
Im Jahr 2011 wurde die Marke Einrichtungspartnerring neu positioniert, der gemeinsame Marktauftritt grundlegend überarbeitet und ein vielfältiges Spektrum an Marketingmaßnahmen entwickelt. Von der Außenwerbung über die Inhouse-Kommunikation bis hin zur Nutzung sozialer Medien wurde ein Marketingpaket geschnürt, welches die Gesellschafter vor Ort stärken soll. Der Claim „Wir haben’s“ kann als verbindendes Element am Logo des Gesellschafters positioniert werden.

## Waren- und Unternehmermarkenkonzept
Interliving ist die erste nationale Waren- und Unternehmermarke des Einrichtungspartnerring VME. Im April 2016 stellte der Möbelverbund das Konzept dafür vor, noch im selben Jahr folgte die Einführung der Wortbildmarke. Das Logo besteht aus dem Interliving Signet und dem Claim „Möbel für mich gemacht“ bzw. „Küche für mich gemacht“. Im Frühjahr 2024 unterzog sich die Marke einem Soft-Relaunch, bei dem zentrale Elemente der Markenkommunikation neu akzentuiert wurden. Der Fokus liegt seither verstärkt auf dem emotionalen Markenerlebnis sowie der Individualität der Kundinnen und Kunden. Der neue Kampagnen-Claim „Möbel für dich gemacht.“ ersetzt den bisherigen Claim und soll die persönliche Wohnidentität der Zielgruppe stärker in den Mittelpunkt stellen.

### Warenmarke
Die ersten Interliving Produkte wurden im November 2016 dem Fachhandel vorgestellt, die Auslieferung der Waren begann im ersten Quartal 2017. Zeitloses Design, hohe Funktionalität, Variantenreichtum, ein faires Preis-Leistungs-Verhältnis und geprüfte Qualität sind die wesentlichen Merkmale der Interliving Produkte. Fast alle Interliving Möbel wurden von der Deutschen Gütegemeinschaft Möbel mit dem „Goldenen M“ ausgezeichnet. Auf das gesamte Sortiment gibt es eine 5-Jahre-Hersteller-Garantie. Interliving deckt die gesamte Breite der Einrichtungswelt ab und ist in den Warengruppen Küche, Wohnen, Polster, Schlafen, Speisen, Bad, Leuchten, Teppiche und Heimtextilien vertreten. Nahezu alle der rund 400 dem Einrichtungspartnerring VME angeschlossenen Möbel- und Küchenhäuser führen Produkte der Warenmarke Interliving in ihrem Sortiment. 

### Unternehmermarke
Von den Einrichtungshäusern, die Interliving im Sortiment haben, gibt es deutschlandweit rund 50, die Interliving auch als Unternehmermarke umsetzen. Neben der Ware im Haus tragen sie den Zusatz Interliving in ihrem Firmennamen. Diese Interliving Händler werden Interliving Partner genannt. Als eigenständige regionale Mittelständler profitieren sie von den Vorteilen eines gemeinsamen starken Markenauftritts. Mit Interliving als Qualitätssiegel im Namen erhöhen sie den Wiedererkennungswert und können eine höhere regionale und nationale Aufmerksamkeit erzielen. Alle Interliving Partner zeichnen sich durch ihre hohe Kompetenz beim Thema Einrichten sowie durch besondere Leistungen in den Bereichen Beratung und Kundenservice aus. Um den Endkunden sich und die Marke Interliving näherzubringen, haben die Interliving Partner im Jahr 2018 das Interliving Partner Magazin entwickelt, das zweimal im Jahr erscheint. 

### Vermarktung
Bei der Vermarktung von Interliving setzt der Einrichtungspartnerring VME auf prominente Testimonials. 2016 konnte der Möbelverbund Bruce Darnell – bekannt aus diversen Casting-Shows im TV – als ersten Werbepartner gewinnen. 2018 folgte der britische Schauspieler Gerard Butler als Testimonial. Ab 2019 trat Samu Haber, der Frontmann der finnischen Rockband Sunrise Avenue, als Markenbotschafter auf. Seit 2024 repräsentiert Schauspieler Henning Baum die Marke Interliving als Testimonial.
Jedes Testimonial wurde in einer oder mehreren nationalen, crossmedial vernetzten Kampagnen eingesetzt, in deren Zentrum jeweils die produzierten TV-Spots standen. Flankierende Maßnahmen wie Online-Werbematerial, Social-Media-Beiträge, POS-Material und Print-Anzeigen sorgten für eine 360-Grad-Präsenz in den relevanten Kommunikationskanälen. Die konsequente Markenführung und die breit aufgestellten Marketingpakete brachten Interliving bereits dreimal den renommierten German Brand Award ein: 2018 in der Kategorie „Special Mention“ und 2020 in der Kategorie „Excellence in Brand Strategy and Creation – Brand Communication – Movies, Commercials & Virals“ sowie 2024 in der Kategorie "Excellent Brands - Interior & Living".

## Zusammenschluss von Einrichtungspartnerring VME und Union Einkaufs GmbH
Zum 1. Januar 2021 haben sich der Einrichtungspartnerring VME und die Union Einkaufs GmbH zusammengeschlossen. Zu diesem Zeitpunkt traten die Union-Häuser dem VME bei, um einer unterjährigen Umstellung der Systeme zu entgehen. Der Prozess begann zum 1. April 2020 und umfasst gemäß den rechtlichen Vorgaben einen Zeitraum von zwölf Monaten. Elf der verbliebenen 13 Union-Mitglieder hatten sich verbindlich für einen Beitritt zum VME zum 1. Januar 2021 entschieden.

## Geschichte
| Historischer Überblick | Historischer Überblick |
| ---------------------- | --- |
| 1964                   | Gründung der Vereinigten Möbel-Einkaufs-GmbH (VME) am 20. Juli 1964 in Bielefeld |
| 1975                   | Die Gesellschafterversammlung beschließt die Einführung der Zentralregulierung |
| 2002                   | Bau des neuen Ausstellungszentrums in Bielefeld mit 12.000 m² Ausstellungsfläche |
| 2004                   | Die ersten Handelsmarken des Verbandes werden eingeführt. |
| 2008                   | Einführung der Dachmarke Einrichtungspartnerring |
| 2009                   | Start des Online-Shops shoppingwelt.einrichtungspartnerring.de |
| 2010                   | Umbenennung der VME GmbH & Co. KG in Einrichtungspartnerring VME GmbH & Co. KG Startschuss für die Aktion „Sie sparen! Wir spenden!“ mit SOS Kinderdorf e.V. |
| 2011                   | Neupositionierung – der Einrichtungspartnerring wird zur Netzwerkmarke |
| 2013                   | Gründung der VME MHK Einkaufsgesellschaft gemeinsam mit der MHK Group. |
| 2014                   | Jubiläumskampagne des Einrichtungspartnerring VME anlässlich des 50-jährigen Bestehens. Der Einrichtungspartnerring VME verkündet erneut Rekordgewinn. |
| 2015                   | Der Einrichtungspartnerring VME schließt besser als der Branchendurchschnitt ab. |
| 2016                   | Der Einrichtungspartnerring VME stellt die nationale Waren- und Unternehmermarke Interliving vor. Der Einrichtungspartnerring VME entwickelt als erster Anbieter im Möbelhandel für seine Anschlusshäuser eine zentrale Stammdatenverwaltung, das so genannte Produktinformationsmanagement (PIM-System)., Über das PIM-System können komplette Herstellerkataloge eingesehen und genutzt werden. |
| 2017                   | Gründung der VME UNION GmbH zum 1. Juli 2017. |
| 2018                   | Die Fusion des Einrichtungspartnerring VME mit der UNION Einkaufs-GmbH schreitet voran. Der Einrichtungspartnerring VME erweitert seine Marke Interliving um seine größte Warengruppe Küche. |
| 2019                   | Klärende Entscheidungen vonseiten der UNION: Elf der verbleibenden 13 UNION-Mitglieder entscheiden sich für den Beitritt zum Einrichtungspartnerring VME. Durch diese Beitrittsentscheidungen ist eine Fusion der beiden Verbände nicht mehr erforderlich. Die Warengruppe Badezimmer wird ins Interliving Sortiment aufgenommen                                                                  |
| 2020                   | Die Zusammenarbeit zwischen dem Einrichtungspartnerring VME und SOS Kinderdorf e.V. feiert 10-jähriges Jubiläum. |
| 2022                   | Erster Trendhopper-Store eröffnet in Deutschland |
| 2024                   | Vorstellung der Marke Roomio und Roll-out in den Möbelhäusern |
| 2024                   | Der Einrichtungspartnerring VME feiert 60-jähriges Bestehen. |
| 2024                   | Kooperation des Online-Farbspezialisten MissPompadour und der Marke Interliving |
| 2025                   | Die zweite VME Digitale öffnet erstmals über die Verbundgrenzen hinaus |

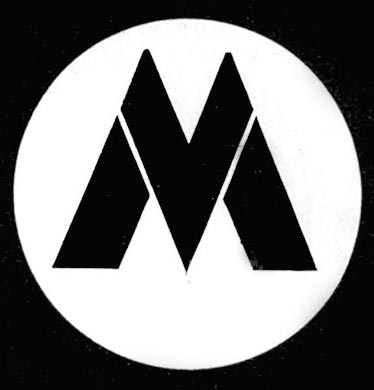
Das erste Verbandslogo des VME aus 1964
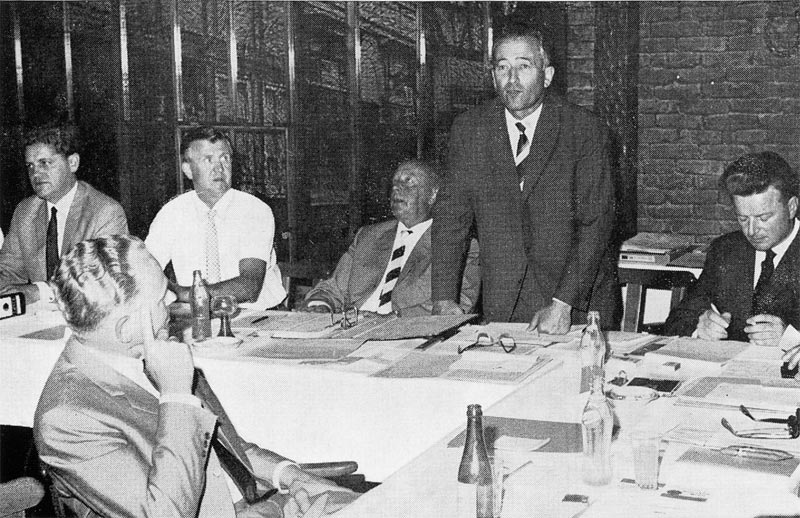
Geschäftsführer Wolfgang Teubert in seiner Antrittsrede 1964
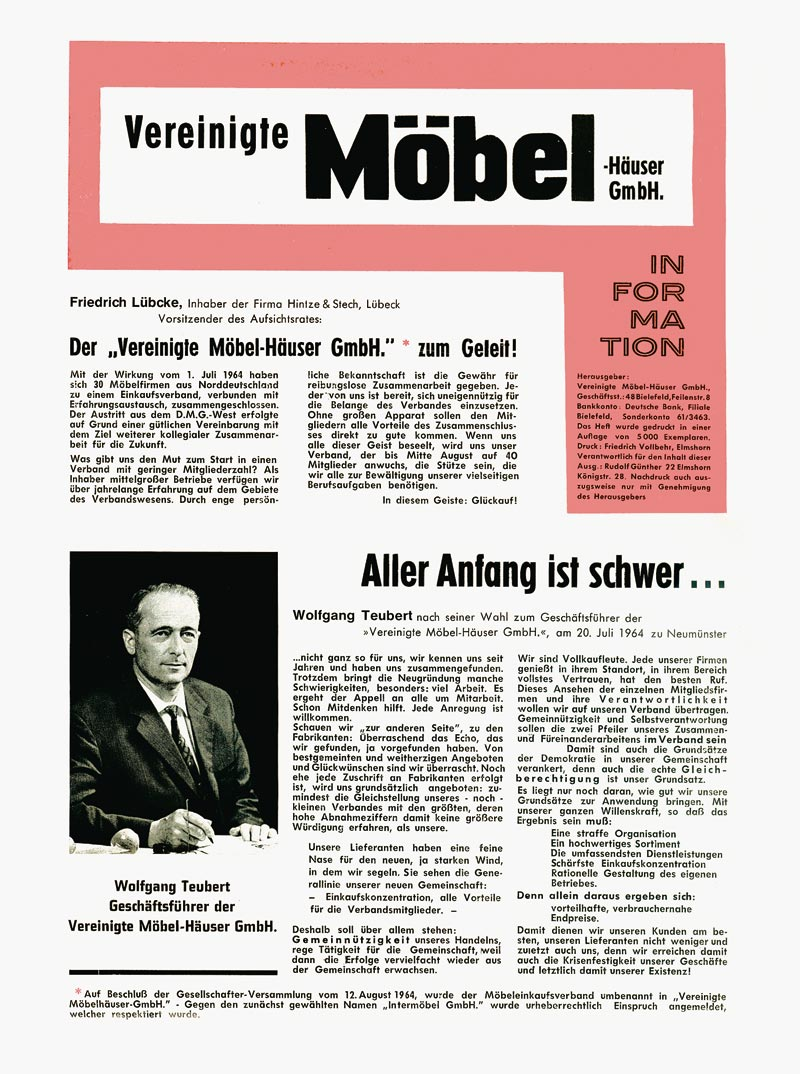
Die erste eigene Publikation nach Gründung des Verbandes 1964
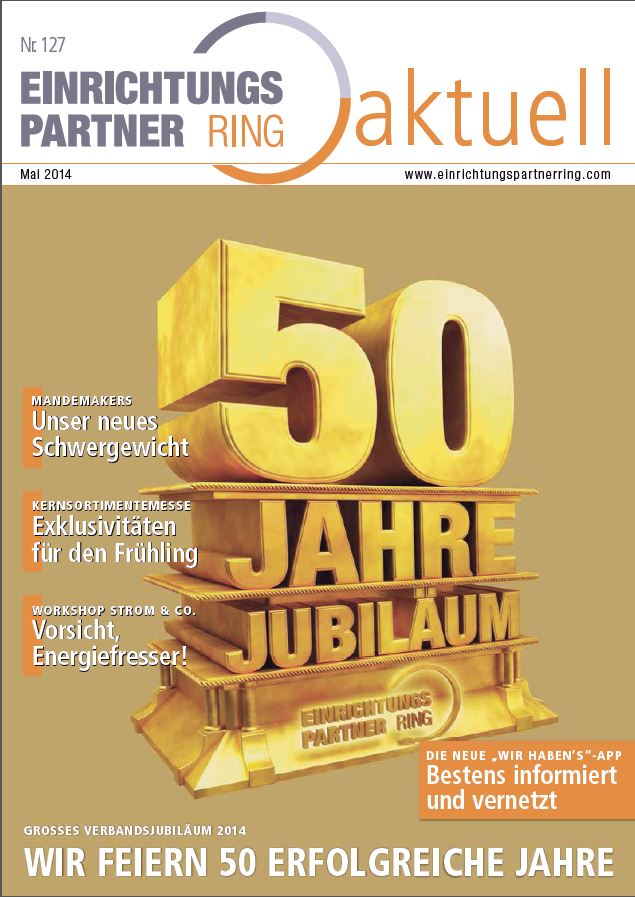
Einrichtungspartnerring aktuell Nr. 127

Im Sommer 1963 bildete sich im norddeutschen Raum ein Kreis von Möbelhändlern, die zum Teil im Deutschen Möbel-Großeinkauf-West (DMG) organisiert waren. Sie wollten in ihrem damaligen Verband eine demokratische Ordnung installieren, forderten Offenlegung der Finanzen, demokratische Beschlussfassung über Einnahmen und Ausgaben, Mitspracherecht der Verbandsmitglieder sowie gleiches Recht für alle. Im Ergebnis schlossen sich am 1. Juli 1964 30 Möbelhändler aus Norddeutschland zu einem Einkaufsverband zusammen.
Der in Neumünster neu gewählte Geschäftsführer Wolfgang Teubert aus Bielefeld initiierte am 20. Juli 1964 die Gründung des VME – zunächst unter dem Namen „Intermöbel-Einkaufs-GmbH“. Da dieser Name bereits geschützt war, wurde die Bezeichnung „Vereinigte Möbel-Einkaufs-GmbH“ gewählt. Auf Beschluss der Gesellschafterversammlung vom 12. Mai 2010 wurde die VME – Vereinigte Möbel-Einkaufs-GmbH & Co. KG in Einrichtungspartnerring VME GmbH & Co. KG umbenannt.
| Aufsichtsratsvorsitzende Einrichtungspartnerring VME | Aufsichtsratsvorsitzende Einrichtungspartnerring VME |
| ---------------------------------------------------- | ---------------------------------------------------- |
| 1964–1974                                            | Friedrich Lübcke                                     |
| 1974–1998                                            | Alfred Rössig                                        |
| 1998–2002                                            | Roland Frenzel                                       |
| 2002–2008                                            | Bernd Hellwig                                        |
| 2008–2016                                            | Helmut Staude                                        |
| Seit 2016                                            | Jürgen Karmann                                       |

## Soziale Verantwortung
Seit September 2010 kooperiert die Einrichtungspartnerring VME GmbH & Co. KG mit dem SOS-Kinderdorf e.V. unter dem Motto „Sie sparen – wir spenden“. Die Sach- und Geldspenden der Partnerbetriebe werden für die Förderung und Unterstützung sozial benachteiligter Kinder und Jugendlicher im Rahmen der SOS-Kinderdörfer eingesetzt.